# Archytas sibillans
Archytas sibillans är en tvåvingeart som beskrevs av Charles Howard Curran 1928. Archytas sibillans ingår i släktet Archytas och familjen parasitflugor.
Artens utbredningsområde är Peru. Inga underarter finns listade i Catalogue of Life.